# Liste von Komödien des Cinquecento
Dies ist eine Liste von Komödien des Cinquecento.

## Liste
- La Calandria, Bernardo Dovizi da Bibbiena
- Il pedante, Francesco Belo
- I tre tiranni, Agostino Richi
- Gl’ingannati, Accademia degli Intronati in Siena
- L’Amor costante, Alessandro Piccolomini (Digitalisat)
- L’Aridosia, Lorenzino de’ Medici
- Il ragazzo, Ludovico Dolce
- I Bernardi, Francesco d’Ambra
- Il vecchio amoroso, Donate Gianotti
- Il frate, A. F. Grazzini
- L’assiuolo, G. M. Cecchi
- La pellegrina, G. Bargagli (bekannt wurden vor allem die zwischen den Akten aufgeführten Intermedien)
- Mandragola, Niccolò Machiavelli
- Gli Straccioni, Annibale Caro
- Il Candelaio, Giordano Bruno
- La Fantesca, Giambattista della Porta